# Caipirinha
Caipirinha (phát âm tiếng Bồ Đào Nha: [kajpiˈɾĩɲɐ]) là loại cocktail quốc dân của Brazil, làm từ cachaça (rượu mùi từ mía), đường và chanh xanh.
Đồ uống được chuẩn bị bằng cách trộn trái cây và đường với nhau, sau đó thêm rượu. Điều này có thể thực hiện trong một ly lớn duy nhất để chia sẻ giữa mọi người, hoặc trong một bình lớn hơn, từ đó được phục vụ trong từng ly riêng lẻ.

## Lịch sử
Mặc dù không rõ nguồn gốc của thức uống, một lời giải thích cho rằng nó xuất hiện vào khoảng năm 1918 tại vùng Alentejo ở Bồ Đào Nha, với một công thức phổ biến được làm từ chanh, tỏi và mật ong, được chỉ định cho bệnh nhân của dịch cúm Tây Ban Nha. Một lời giải thích khác là Caipirinha dựa trên Poncha, một loại đồ uống có cồn từ Madeira, Bồ Đào Nha. Thành phần chính là aguardente de cana, được làm từ mía. Việc sản xuất mía đã chuyển từ Madeira sang Brazil bởi người Bồ Đào Nha khi họ cần thêm đất để trồng.
Trước đó, người dân ở Madeira đã tạo ra aguardente de cana (cây mía), là tổ tiên của cachaça.
Ngày nay, nó vẫn được sử dụng như một loại thuốc chữa cảm lạnh thông thường. Thông thường, các học viên thêm một số rượu mạnh chưng cất vào các biện pháp khắc phục tại nhà để tăng hiệu quả điều trị. Aguardiente thường được sử dụng. "Cho tới một ngày, ai đó quyết định loại bỏ tỏi và mật ong. Sau đó, thêm một vài muỗng đường để giảm độ axit của chanh. Tiếp đó là đá lạnh, để tránh nóng", Carlos Lima, giám đốc điều hành của IBRAC (Viện Nghiên cứu Cachaça của Brazil).
Theo các nhà sử học, caipirinha được phát minh bởi những người nông dân ở vùng đất Piracicaba, bên trong State of São Paulo suốt thế kỷ 19 như một thức uống địa phương cho các sự kiện và bữa tiệc 'tiêu chuẩn cao', phản ánh văn hóa mía đường mạnh mẽ trong khu vực.
Caipirinha là loại cocktail quốc dân mạnh nhất tại Brazil, và được tiêu thụ tại các nhà hàng, quán bar và nhiều hộ gia đình trên cả nước. Một khi gần như không được biết đến bên ngoài Brazil, thức uống này trở nên phổ biến hơn và được được biết đến một cách rộng rãi hơn trong những năm gần đây, phần lớn là do sự sẵn có ngày càng tăng của các thương hiệu cachaça hàng đầu bên ngoài Brazil. Hiệp hội Bartenders Quốc tế chỉ định đây là một trong những loại Cocktail chính thức.